# توسعه املاک و مستغلات

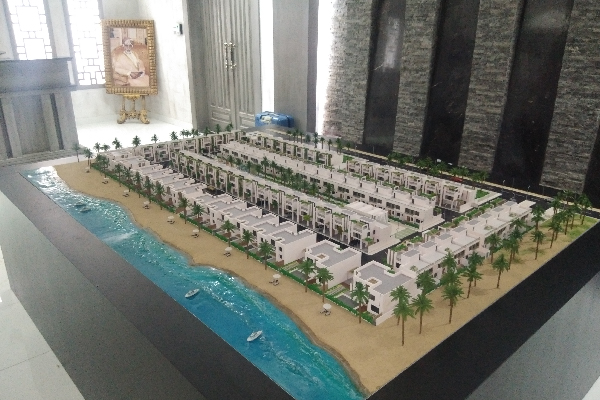
توسعه املاک و مستغلات

توسعه املاک و مستغلات (به انگلیسی: Real estate development) گونه‌ای کسب‌وکار چندگانه است، که فعالیت‌های مربوط به آن، از نوسازی ساختمان‌ ها، مشاوره امور ملکی، اجاره مجموعه‌های ساختمانی، خرید و فروش املاک و اجرای فرایند خریداری زمین، سپس ساخت‌وساز و در نهایت فروش آن‌ها را در بر می‌گیرد.
توسعه‌دهندگان املاک و مستغلات را نباید با شرکت‌های ساخت‌وساز اشتباه گرفت. شرکت‌های توسعه املاک در عمل هماهنگی میان پیمانکاران یا همان شرکت‌های ساخت‌وساز را با تأمین‌کنندگان مالی پروژه، برعهده دارند.
در یک پروژه استاندارد ساخت‌وساز، یک شرکت توسعه املاک و مستغلات است، که اقدام به خریداری زمین یا ملک مورد نظر می‌نماید، شرکت‌های ساختمانی، پروژه ساخت‌وساز را انجام می‌دهند و شرکت‌های سرمایه‌گذاری نیز تأمین مالی پروژه را برعهده خواهند داشت، که در این میان، توسعه‌دهنده املاک است، که کلیه هماهنگی‌ها را بر روی کاغذ انجام می‌دهد.
به‌طور کلی خرید اراضی مناسب برای ساخت و ساز، بازاریابی و ثبت قراردادهای تجاری در حوزه آغاز پروژه‌های ساختمانی ، تنظیم برنامه‌های اجرایی سازندگان، ایجاد فرصت‌های جدید سرمایه‌گذاری، کنترل و مدیریت اجرای پروژه‌ها؛ از مراحل ابتدایی تا بهره‌برداری کامل، پذیرش ریسک سرمایه‌گذاری، ایجاد نوآوری و خلاقیت در اجرای پروژه‌های ساختمانی از مهم‌ترین و بزرگترین وظایف توسعه دهندگان صنعت ساختمان محسوب می‌شود.
لویی لسر نخستین بار در سال ۱۹۶۳ مقاله‌ای را در روزنامه نیویورک تایمز منتشر کرد و در آن به تشریح جایگاه توسعه دهندگان املاک پرداخت. از شرکت‌های بزرگ توسعه املاک و مستغلات، می‌توان به: چونگ کونگ هولدینگز، دی‌ال‌اف، ال‌اس‌آر گروپ، اعمار، استاکلند و لند سکوریتیز اشاره کرد.